# Trest smrti v Libérii
Trest smrti v Libérii je legální forma trestu. Poslední poprava byla v zemi vykonána v roce 2000, a tak je podle Amnesty International řazena mezi abolicionisty v praxi. Přestože Libérie 16. září 2005 přistoupila k Druhému opčnímu protokolu Mezinárodního paktu o občanských a politických právech, rozšířila v roce 2008 rozsah trestných činů, za které je možné tento trest uložit, což se setkalo s mezinárodní kritikou. Na konci roku 2021 čekalo odhadem nejméně 16 lidí v cele smrti.